# John Pilch
John A. Pilch (Sheridan, 11 agosto 1925 – 14 giugno 1991) è stato un cestista statunitense, professionista nella NPBL e nella NBA.

## Carriera
Venne selezionato dai Baltimore Bullets al secondo giro del Draft NBA 1950 (13ª scelta assoluta).